# Desmodora tenuicauda
Desmodora tenuicauda is een rondwormensoort uit de familie van de Desmodoridae. De wetenschappelijke naam van de soort is voor het eerst geldig gepubliceerd in 1932 door Allgén.